# Adrien Tailhand
Pour les articles homonymes, voir Tailhand.
Adrien Alfred Tailhand est un magistrat et homme politique français, né à Aubenas le 1er juillet 1810 et mort à Aubenas en Ardèche le 8 octobre 1889.

## Biographie
Procureur à Privas (1844), il est destitué par le gouvernement provisoire (1848) et réinstallé la même année à Draguignan. Il était avocat général à Nîmes lorsqu'eut lieu le coup d'État du 2 décembre 1851. Rallié à l'Empire, il devint conseiller à la cour de Nîmes (1853) et président de chambre (1869).
Après la chute de l'Empire, il est élu représentant de l'Ardèche à l'Assemblée nationale (1871). Il s'opposa à Thiers mais se rallia au septennat (1873). Il devint ministre de la justice dans le gouvernement Courtot de Cissey (22 mai 1874 - 9 mars 1875). Il vota contre les lois constitutionnelles (1875), fut élu sénateur de l'Ardèche (1876) et soutint le gouvernement de Broglie lors de la crise du 16 mai 1877. Il ne parvint pas à se faire réélire sénateur aux élections de 1885.

### Sources
- « Adrien Tailhand », dans Adolphe Robert et Gaston Cougny, Dictionnaire des parlementaires français, Edgar Bourloton, 1889-1891 [détail de l’édition]